# Anchors Aweigh (album)
Anchors Aweigh è il sesto album della band pop punk Bouncing Souls, il quarto pubblicato dalla Epitaph Records.

## Tracce
1. Apartment 5F – 2:10
2. Kids and Heroes – 2:53
3. New Day – 3:41
4. Sing Along Forever – 1:35
5. Born Free – 1:23
6. Inside Out – 2:24
7. Simple Man – 4:19
8. Better Days – 2:13
9. Night Train – 3:01
10. Todd's Song – 2:06
11. Blind Date – 2:21
12. Highway Kings – 1:49
13. Anchors Aweigh – 2:10
14. I Get Lost – 2:57
15. The Day I Turned My Back on You – 2:49
16. I'm from There – 9:39

## Formazione
- Greg Attonito – voce
- Pete Steinkopf – chitarra
- Bryan Keinlen – basso
- Michael McDermott – batteria